# 沃尔特·科恩

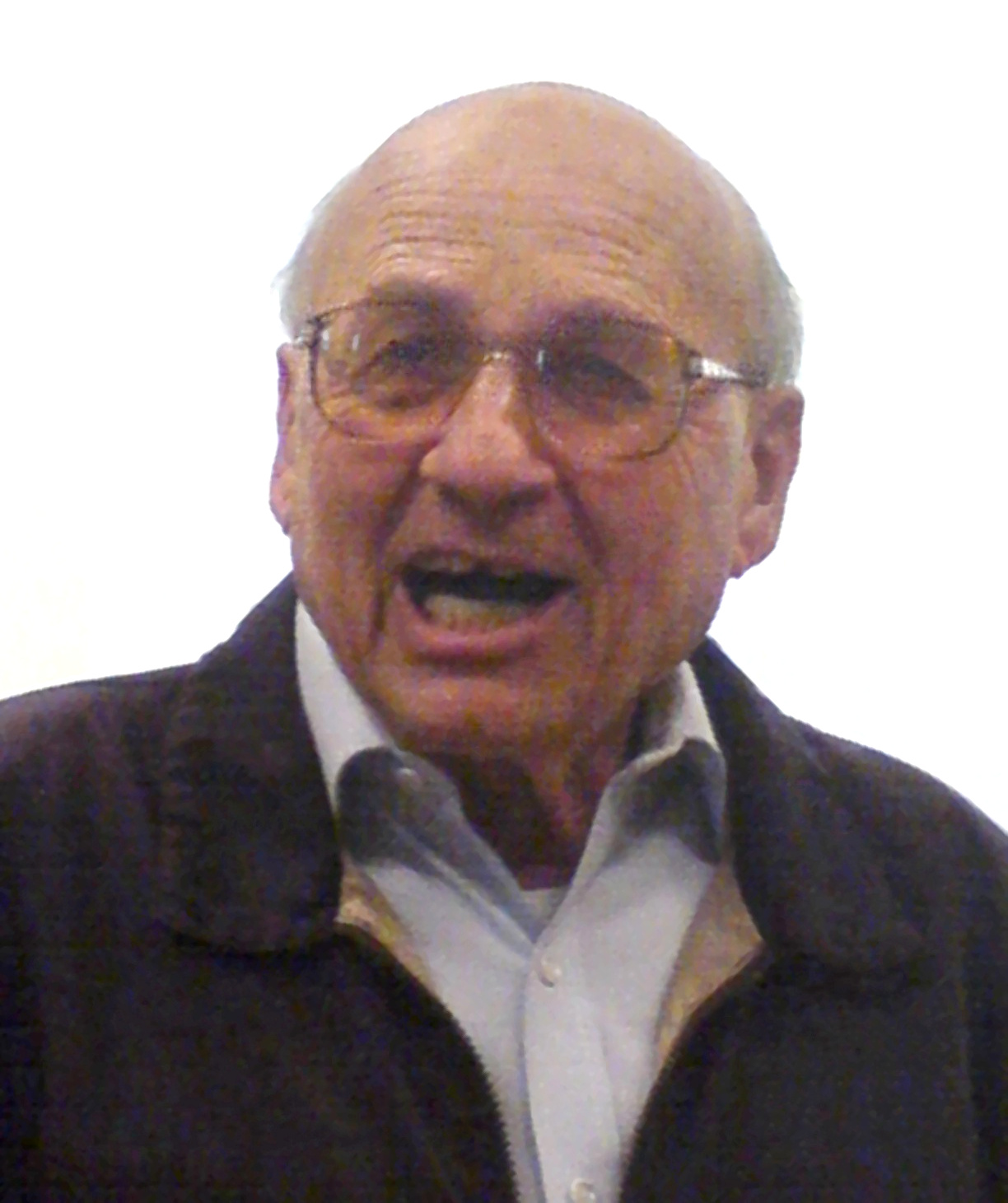
沃特·科恩

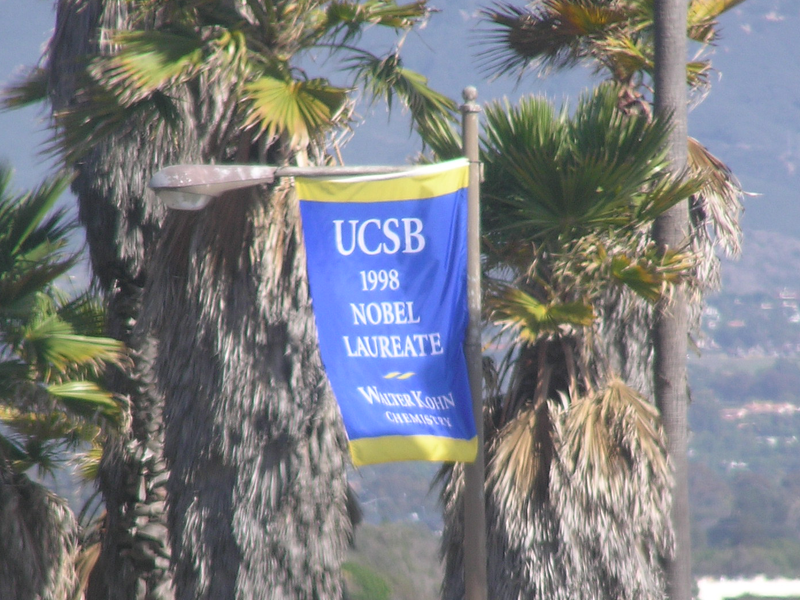
在加州大學聖芭芭拉分校掛著的一副旗織上標示著沃特·科恩在1998年獲得諾貝爾化學獎。

沃爾特·科恩（英語：Walter Kohn，1923年3月9日—2016年4月19日）出生於奧地利維也納，奧地利化学家，1998年與約翰·波普共同得到諾貝爾化學獎。科恩在密度泛函理論的發展中扮演了關鍵角色。